# Anacleto Jiménez
Anacleto Jiménez Pastor  (* 24. února 1967 Logroño) je bývalý španělský atlet, běžec na střední a dlouhé tratě.

## Sportovní kariéra
V 90. letech 20. století patřil mezi přední evropské běžce dlouhých tratí. Na halovém mistrovství světa v roce 1995 doběhl druhý ve finále na 3000 metrů. O rok později se v této disciplíně stal halovým mistrem Evropy.